# Having A Philosophical Investigation with The Electric Eels
Having A Philosophical Investigation with The Electric Eels è l'album di debutto degli The Electric Eels, pubblicato nel 1989, dalla The Tinnitus Label. L'album è una raccolta di demo registrati in presa diretta dalla band nel 1975 ed è stato pubblicato in tiratura limitata di duemila copie.

## Tracce
- A1 - Agitated
- A2 - Refrigerator
- A3 - Tidal Wave
- A4  - Anxiety
- A5 - Natural Situation
- B1 - Cyclotron
- B2 - Sewercide
- B3 - Jaguar Ride
- B4 - Bunnies
- B5 - As If I Cared